# Grisslor
Grisslor (Uria) är ett släkte i familjen alkor som omfattar två idag förekommande arter. De lever i ett stort område på norra halvklotet och uppträder främst pelagiskt. De häckar på klippiga kuster och öar i stora kolonier

## Taxonomi och evolution
Släktet består av två arter:
- Spetsbergsgrissla (Uria lomvia)
- Sillgrissla (Uria aalge)

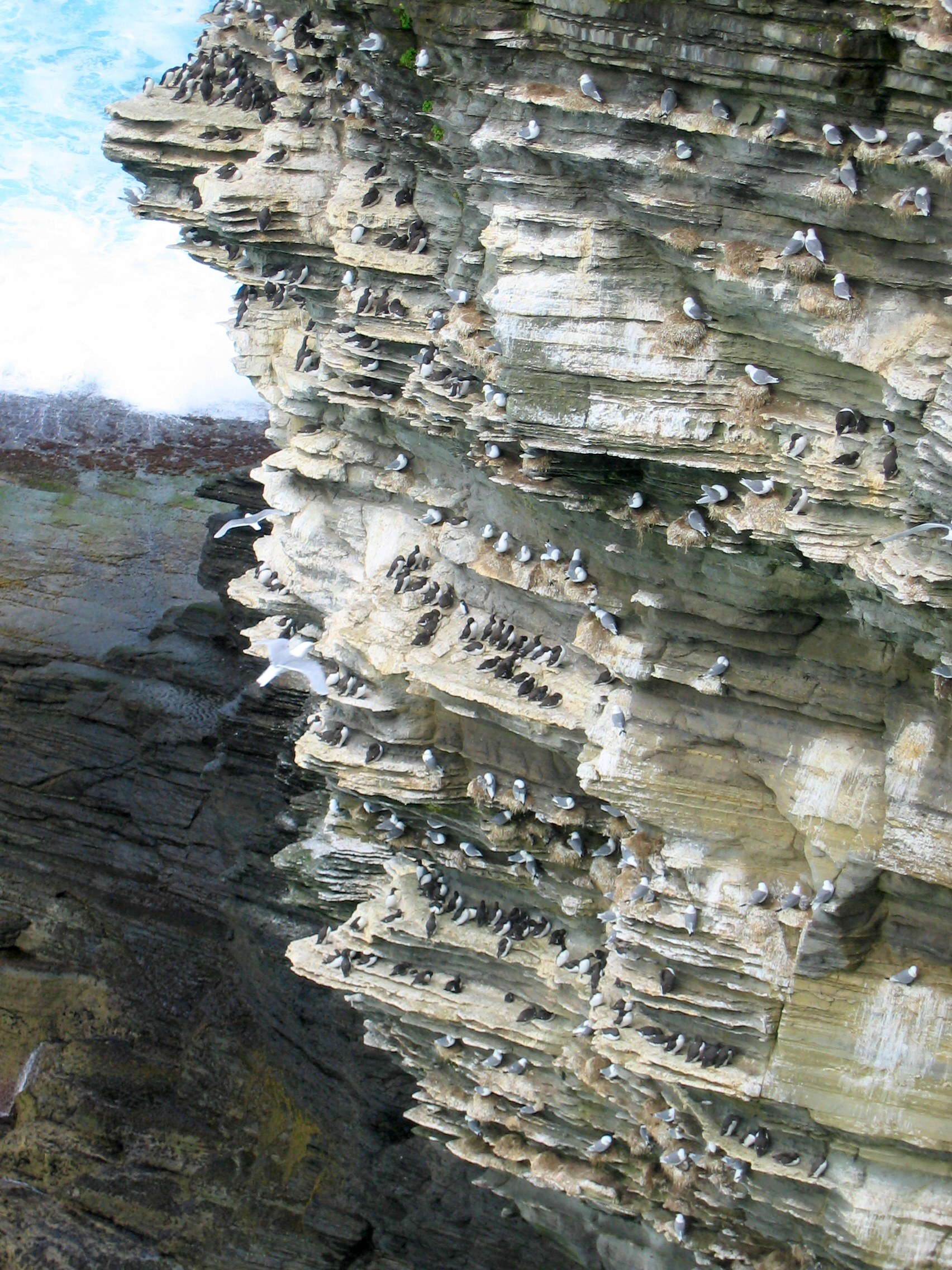
Fågelkolonin Birsay på Orkneyöarna med häckande sillgrissla.

Uria-alkorna är besläktade med tordmule, alkekung och den utdöda garfågeln och tillsammans utgör de släktgruppen Alcini. Trots sitt liknande trivialnamn så är inte tobisgrisslan inom släktet Cepphus närbesläktade med Uria utan detta släkte utgör istället släktgruppen Cepphini. 
Det finns ett antal kända förhistoriska arter av Uria:
- Uria bordkorbi (Monterey eller Sisquoc sen miocen i Lompoc, USA)
- Uria affinis (Sen pleistocen i östra USA) - förmodligen en underart till spetsbergsgrissla (U. lomvia)
- Uria paleohesperis

U. brodkorbi är den enda kända art av gruppen Alcini som uppträtt i den tempererade till subtropiska delen av Stilla havet, förutom den allra yttersta utbredningsgränsen för sillgrissla. Detta indikerar att Uria-alkorna, som utgör systertaxon till alla de andra arterna inom gruppen Alcini, faktiskt skulle ha utvecklats i Karibien eller möjligen i närheten av Panamanäset. Dagens Stilla havs-utbredning skulle därmed vara ett led i en arktisk expansion. Merparten av de andra alkornas utvecklingslinjer utgör istället klader med en kontinuerlig utbredning i Stilla havet, från arktis till subtropiska vatten.

## Utseende
Adulta fåglar är svarta eller bruna på huvud, nacke, rygg och vingar med vita undersida. Näbben är lång och spetsig och de har en kort rundad svart stjärt. Delar av ansiktet blir vitt vintertid. Dess flykt är kraftfull och direkt, och de har en mycket hög vingfrekvens på grund av sina korta vingar. De har en mängd olika hårda kacklande läten vid kolonierna men är tysta ute till havs.

## Ekologi
Dessa alkor häckar i stora kolonier vid klippiga kuster och på öar. Per häckningssäsong lägger de ett avlångt, koniskt ägg direkt på en klipphylla. Vintertid flyttar de söderut för att undvika isbelagda vatten. 
De dyker och simmar under vatten efter föda. De äter främst fisk och kräftdjur, där olika arter av tobis (Ammodytidae) utgör en viktig näringskälla. De äter även vissa former av blötdjur, insekter och växtmaterial.